# Knallcharge
Knallcharge ist eine abwertende Bezeichnung für einen Schauspieler in einer derb-komischen und überzeichneten Rolle. Im übertragenen Sinn wird der Begriff abfällig für jemanden verwendet, der sich mit großer Geste lächerlich macht. Dabei war der Begriff ursprünglich nicht negativ besetzt, bezeichnete er doch hauptsächlich im Boulevardtheater eine kleine Rolle bzw. Figur eines Bühnenschauspielers, die mit einem „Knall“ eine überraschende Wende in die Handlung eines Dramas (sprich: einer Komödie) bringt.
Der Wortbestandteil „Knall“ kommt vom mittelhochdeutschen „knellen“ für „schallen, hallen, krachen“. Er wird auch für geistige Verwirrtheit benutzt („Knallkopf“, „einen Knall haben“, „verknallt sein“, „knallgelb“, „Knalleffekt“ usw.).
Als „Charge“ (von gleichbedeutend französisch: charge) wird seit dem 17. Jahrhundert ein Amt, Rang oder militärischer Dienstgrad, am Theater auch eine Nebenrolle bezeichnet, außerdem wird der Begriff für Rollenfächer überhaupt verwendet.